# Watersipora nigra
Watersipora nigra is een mosdiertjessoort uit de familie van de Watersiporidae. De wetenschappelijke naam van de soort is, als Pachycleithonia nigra, voor het eerst geldig gepubliceerd in 1930 door Ferdinand Canu en Ray Smith Bassler.